# أوليسيس بويرييه
أوليسيس بويرييه بويلما (بالإسبانية: Ulises Poirier)‏ (2 فبراير 1897 في كويلوتا – 14 مارس 1977) لاعب كرة قدم تشيلي راحل كان يجيد اللعب في خط الدفاع .
المدافع السريع القوي كان يطلق عليه لقب غرينغو وقد استمرت مسيرته الرياضية من 1919 إلى 1935 مع نادي فالبارايسو لاكروز . شارك مع منتخب تشيلي في بطولة كأس أمريكا الجنوبية 3 مرات في 1919 ، 1920 ، 1922 كما شارك في بطولة كأس العالم 1930 في الأوروغواي .

## وصلات خارجية
- أوليسيس بويرييه على موقع الاتحاد الدولي (مؤرشف)  (الإنجليزية)
- أوليسيس بويرييه على موقع قاعدة بيانات كرة القدم.إي يو (الإنجليزية)
- أوليسيس بويرييه على موقع ناشيونال فوتبول تيمز (الإنجليزية)
- أوليسيس بويرييه على موقع Soccerway.com (الإنجليزية)
- أوليسيس بويرييه على موقع عالم كرة القدم.نت (الإنجليزية)

- هذا السيرة الذاتية